# 岡田典之
岡田 典之（おかだ のりゆき、1986年1月18日 - ）は、日本のベーシスト。MOSHIMOのメンバー。2010年から2019年4月、2021年か2023年まで空想委員会のメンバーとして活動していた。2019年から楽曲提供やベースサポートなど、ソロ活動も開始した。

## 略歴
2010年、バンド空想委員会に加入。2011年12月28日、ミニアルバム『恋愛下手の作り方』でデビューし、2014年6月4日にキングレコードからアルバム『種の起源』でメジャー・デビュー。空想委員会は2019年4月1日の東京公演をもって一度活動を終了し、2021年4月15日に活動を再開した後、2023年12月9日の公演をもって解散した。
2019年2月2日、岡田典之ファンクラブのサイトが公開。5月18日、アイドルユニット「Leo-Wonder」への楽曲提供を発表。8月25日、渋谷CLUB CRAWLでソロ名義では初となるワンマンライブ「岡田典之ワンマンライブ～ 初めまして？初めまして!! ～」を開催。
2022年10月からMOSHIMOのサポートメンバーとなり、2023年12月26日に正式メンバーとなったことを発表。

## 私生活
2019年2月26日、NegiccoリーダーのNao☆と4月10日に入籍することを発表。2022年6月5日、第1子となる男児の誕生が発表された。

## 作品
- 1st 会場限定CD-1
  - ひろがるこころ
  - 伝想ゲーム
  - みらいの東
- 1st 会場限定CD-2
  - 逆ピラミッド
  - 並ぶ背中
  - 水遣りモンスター

## 楽曲提供・参加
バンド空想委員会ではベースのほか、作曲とコーラスも担当していた。
- Leo-Wonder
  - アルゴリズム （作曲/編曲/Bassを担当、以下同じ）
  - ミラージュ
  - スタートライン
  - セイリングデイ
  - きらりん
  - HERO （編曲/Bassを担当、以下同じ）
  - Bitter & Sweet
- amiinA （Bassを担当）
  - Avalon [15]
  - signal
  - Jubilee
  - RunBlue
  - Rising
- 福modest （Bassを担当）
  - 平成ノスタルジー [16]